# Valentín Paniagua Corazao

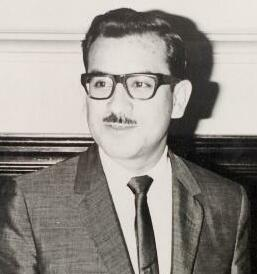
Valentín Paniagua Corazao (1963)

Valentín Paniagua Corazao (* 23. September 1936 in Cusco; † 16. Oktober 2006 in Lima) war ein peruanischer Jurist und Politiker. Er war vom 22. November 2000 bis zum 28. Juli 2001 Übergangspräsident von Peru.

## Leben

### Kindheit, Jugend und Studium
Paniaguas Mutter starb kurz nach seiner Geburt an einer Infektion, die wegen des Fehlens von Penicillin nicht geheilt werden konnte. Seit seiner Kindheit spielte er sehr gerne Schach. Valentín Paniagua ging in die Schule der Salesianer Don Boscos in Cusco. Anschließend studierte er Rechtswissenschaften an der Universität San Antonio Abad in Cusco und der Universidad Nacional Mayor de San Marcos in Lima.

### Lehrtätigkeit
Valentín Paniagua ging Lehrtätigkeiten an verschiedenen Universitäten in Lima nach. Er war zudem Ehrenprofessor der Universidad Nacional San Antonio Abad in Cusco und Ehrenakademiker der staatlichen Medizin-Akademie von Peru. Seine Fachgebiete waren Verfassungs- und Verwaltungsrecht sowie die politischen Institutionen Perus.

### Politischer Werdegang
Paniagua gehörte bis 1974 dem Partido Demócrata Cristiano und danach der Acción Popular an. Von 1963 bis 1968 gehörte er für das Departamento von Cusco erstmals dem Kongress der Republik Peru an und war von 1965 bis 1966 im Kabinett von Fernando Belaúnde Terry Justizminister. 1980 zog er, diesmal in Lima, erneut ins Parlament ein und war von 1982 bis 1983 dessen Präsident. 1984, als Fernando Belaúnde Terry erneut Präsident war, war Paniagua kurzzeitig Bildungsminister. Von 1998 bis 2003 war er Generalsekretär der Acción Popular und zog bei den Wahlen 2000 wieder ins Parlament ein.
Nach dem Rücktritt Alberto Fujimoris im November 2000 übernahm Valentín Paniagua ad interim das Amt des Präsidenten. Er organisierte die Neuwahlen des Jahres 2001, bei denen seine Partei keinen Kandidaten aufstellte, und übergab die Amtsgeschäfte an den Wahlsieger Alejandro Toledo.
Valentín Paniagua war Träger des Orden El Sol del Perú (Gran Cruz).

### Wahlen 2006
Bei den Präsidentschaftswahlen 2006 kandidierte er erneut für das Mitte-Bündnis Frente del Centro, das maßgeblich aus seiner Partei Acción Popular bestand, kam jedoch mit einem Stimmenanteil von um die 10 % nur auf Platz 4.

### Krankheit und Tod
Ende August 2006 erkrankte er schwer an einer Herzbeutelentzündung und lag danach im Krankenhaus auf der Intensivstation. Er starb am 16. Oktober 2006 in Lima.
Valentín Paniagua hatte sich in seiner politischen Karriere den Ruf eines ehrlichen, integeren und unprätentiösen Politikers erworben, was ihm, gerade vor dem Hintergrund der in der peruanischen Politik weit verbreiteten Korruption und Vetternwirtschaft, hoch angerechnet wurde.